# سن-آمبروآز-دو-کیلدار، کبک
سَن-آمبروآز-دو-کیلدار (به فرانسوی: Saint-Ambroise-de-Kildare) قصبه‌ای در منطقه شهری ژولیت ناحیه لانودییر در استان کبک کانادا است. در سرشماری سال ۲۰۱۱ این قصبه ۳٬۴۳۹ نفر جمعیت داشته‌است و مساحت آن ۶۶٫۸۹ کیلومتر مربع است.